# リキュウバイ
リキュウバイ（利休梅）とはバラ科の植物の1種。学名はExochorda racemosa。別名はウメザキウツギ、バイカシモツケ、ウツギモドキ、マルバヤナギザクラ。
中国原産の落葉低木。日本では庭木、公園木としてよく栽培されている。花期は4〜5月頃で、白い花を咲かせる。